# 宋国故城
宋国故城位于中华人民共和国河南省商丘市睢阳区商丘古城（原商丘县县城）东北，因座落于古睢水之南又名睢阳城，1994年至1997年由美籍华人张光直和中美联合考古队发掘并确认为周朝宋国故城，2000年被列为河南省文物保护单位，2006年被列为第六批全国重点文物保护单位。
宋国故城近正方形，夯土城墙平均高10米，周长约13公里，计开城门五处，城内面积约10.2平方公里，是现存商丘古城面积的10倍。在城址东南发现一处夯土台基，台基面积8000平方米。